# Тимелія-криводзьоб каштанова
Тиме́лія-криводзьо́б каштанова (Pomatorhinus montanus) — вид горобцеподібних птахів родини тимелієвих (Timaliidae). Ендемік Індонезії. Pomatorhinus bornensis раніше вважався підвидом каштанової тимелії-криводзьоба.

## Підвиди
Виділяють два підвиди:
- P. m. montanus Horsfield, 1821 — західна і центральна Ява;
- P. m. ottolanderi Robinson, 1918 — східна Ява і Балі.

## Поширення і екологія
Каштанові тимелії-криводзьоби мешкають на Яві і Балі. Вони живуть у вологих рівнинних тропічних лісах.